# Fontanès (Loira)
Fontanès és un municipi francès situat al departament del Loira i a la regió d'Alvèrnia-Roine-Alps. L'any 2007 tenia 619 habitants.

## Demografia

### Població
El 2007 la població de fet de Fontanès era de 619 persones. Hi havia 216 famílies de les quals 41 eren unipersonals (29 homes vivint sols i 12 dones vivint soles), 57 parelles sense fills, 110 parelles amb fills i 8 famílies monoparentals amb fills.
La població ha evolucionat segons el següent gràfic:
Habitants censats

### Habitatges
El 2007 hi havia 242 habitatges, 219 eren l'habitatge principal de la família, 13 eren segones residències i 9 estaven desocupats. 218 eren cases i 24 eren apartaments. Dels 219 habitatges principals, 178 estaven ocupats pels seus propietaris, 36 estaven llogats i ocupats pels llogaters i 5 estaven cedits a títol gratuït; 15 tenien dues cambres, 30 en tenien tres, 56 en tenien quatre i 118 en tenien cinc o més. 175 habitatges disposaven pel capbaix d'una plaça de pàrquing. A 89 habitatges hi havia un automòbil i a 113 n'hi havia dos o més.

### Piràmide de població
La piràmide de població per edats i sexe el 2009 era:
| Homes | Edats   | Dones |
| ----- | ------- | ----- |
| 0     | 95 o +  | 0     |
| 0     | 90 a 94 | 4     |
| 0     | 85 a 89 | 8     |
| 0     | 80 a 84 | 0     |
| 4     | 75 a 79 | 8     |
| 16    | 70 a 74 | 8     |
| 4     | 65 a 69 | 12    |
| 12    | 60 a 64 | 16    |
| 12    | 55 a 59 | 12    |
| 20    | 50 a 54 | 20    |
| 24    | 45 a 49 | 24    |
| 12    | 40 a 44 | 24    |
| 24    | 35 a 39 | 12    |
| 36    | 30 a 34 | 20    |
| 16    | 25 a 29 | 20    |
| 40    | 20 a 24 | 12    |
| 20    | 15 a 19 | 24    |
| 20    | 10 a 14 | 20    |
| 24    | 5 a 9   | 28    |
| 16    | 0 a 4   | 12    |

## Economia
El 2007 la població en edat de treballar era de 382 persones, 298 eren actives i 84 eren inactives. De les 298 persones actives 290 estaven ocupades (165 homes i 125 dones) i 7 estaven aturades (1 home i 6 dones). De les 84 persones inactives 21 estaven jubilades, 43 estaven estudiant i 20 estaven classificades com a «altres inactius».

### Ingressos
El 2009 a Fontanès hi havia 235 unitats fiscals que integraven 663,5 persones, la mediana anual d'ingressos fiscals per persona era de 16.693 €.

### Activitats econòmiques
Dels 20 establiments que hi havia el 2007, 1 era d'una empresa alimentària, 1 d'una empresa de fabricació d'altres productes industrials, 3 d'empreses de construcció, 4 d'empreses de comerç i reparació d'automòbils, 1 d'una empresa d'hostatgeria i restauració, 1 d'una empresa d'informació i comunicació, 1 d'una empresa financera, 4 d'empreses de serveis i 4 d'empreses classificades com a «altres activitats de serveis».
Dels 6 establiments de servei als particulars que hi havia el 2009, 1 era una oficina bancària, 1 taller de reparació d'automòbils i de material agrícola, 2 fusteries, 1 perruqueria i 1 saló de bellesa.
Dels 2 establiments comercials que hi havia el 2009, 1 era una fleca i 1 una botiga de material esportiu.
L'any 2000 a Fontanès hi havia 21 explotacions agrícoles que ocupaven un total de 560 hectàrees.

## Equipaments sanitaris i escolars
El 2009 hi havia una escola elemental.

## Poblacions més properes
El següent diagrama mostra les poblacions més properes.